# فيرباليس
فيرباليس (بالإنجليزية: Virbalis) هي منطقة سكنية تقع في ليتوانيا في Vilkaviškis district municipality. يقدر عدد سكانها بـ 1,314 نسمة .